# Droga krajowa B27 (Austria)
Droga krajowa B27 (Höllental Straße)  - droga krajowa w Austrii położona na południe od Wiednia. Arteria zaczyna się na skrzyżowaniu z Gutensteiner Straße i prowadzi w kierunku południowym doliną rzeki Schwarza do miasta Gloggnitz, gdzie krzyżuje się z B17.